# Говедарица, Предраг
Предраг Говедарица (серб. Предраг Говедарица; 21 октября 1984, Белград, Югославия) — сербский футболист, полузащитник.

## Карьера
Его отец играл в футбол, а старший брат даже выступал за «Црвену Звезду» и сборную Сербии. Предраг — воспитанник белградского футбола. Начал карьеру в клубе первого дивизиона Сербии «Чукарички», с которым выходил в Суперлигу в сезоне 2006/2007. Также выступал за сербские команды «Комграп», «Срем», ОФК и «Бежания». Пока играл, закончил два института — по физической культуре и спорту и по экономике.
В 2010 году перешёл в казахстанский клуб «Иртыш» (Павлодар). За пять лет в клубе выиграл с командой серебряные и бронзовые медали и был финалистом Кубка Казахстана по футболу 2012. В июне 2014 года получил казахстанское гражданство, но клуб протянул его перерегистрацию.
И в августе 2014 года Говедарица ушёл в аренду в сербский клуб Суперлиги «Напредак» из Крушеваца. Но уже в ноябре распрощался с ним из-за преждевременного истечения контракта аренды по канцелярской ошибке «Иртыша». А «Иртыш» не продлил с ним контракт из-за чехарды тренеров (четверо за 2014 год).
Поэтому весной 2015 года в ожидании открытия трансферного окна подписал контракт с правом уйти в любой момент с клубом Первой лиги Сербии «Бежания».
С января 2016 по декабрь 2017 года выступал за уральский клуб «Акжайык». За два сезона отыграл 55 игр в чемпионате, забил три гола, бился на поле и получил 18 жёлтых карточек и одну красную. Команда удержалась в Премьер-лиге, но капитан Предраг сказал: «Для меня достаточно»!.
В январе 2018 года подписал годовой контракт с клубом «Тараз», тогда выбывшим в Первую лигу, но поставившем задачу сразу вернуться в Премьер-лигу. Это был новый стимул для серба, уставшего «бороться за выживание». И команда сходу вернулась в Премьер-лигу и даже досрочно, за два тура до финиша .
Но 25 января 2019 Говедарица на правах свободного агента перешел в сербский клуб «Пролетер» из Нови-Сада .

## Достижения

### Командные
«Чукарички»
- Вице-чемпион Первой лиги Сербии: 2006/07

«Иртыш»
- Серебряный призёр чемпионата Казахстана: 2012
- Бронзовый призёр чемпионата Казахстана: 2010
- Финалист Кубка Казахстана: 2012

«Тараз»
- Серебряный призёр Первой лиги Казахстана 2018

### Личные
- Попал в «Десятку лучших полузащитников — легионеров за всю историю чемпионатов Казахстана» (2014)[15].